# Rhopalomeces haedus
Rhopalomeces haedus är en skalbaggsart som beskrevs av Schmidt 1922. Rhopalomeces haedus ingår i släktet Rhopalomeces och familjen långhorningar. Inga underarter finns listade i Catalogue of Life.